# ドライブインシアター

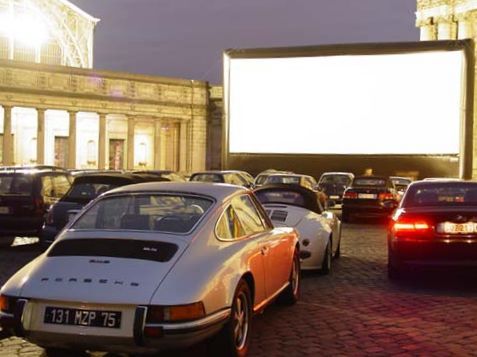
ベルギー・ブリュッセル中心部でのドライブインシアター。空気を入れて膨らませると100フィート幅になるスクリーンを用いて、仮設のドライブインシアターを市街地に設けることができる

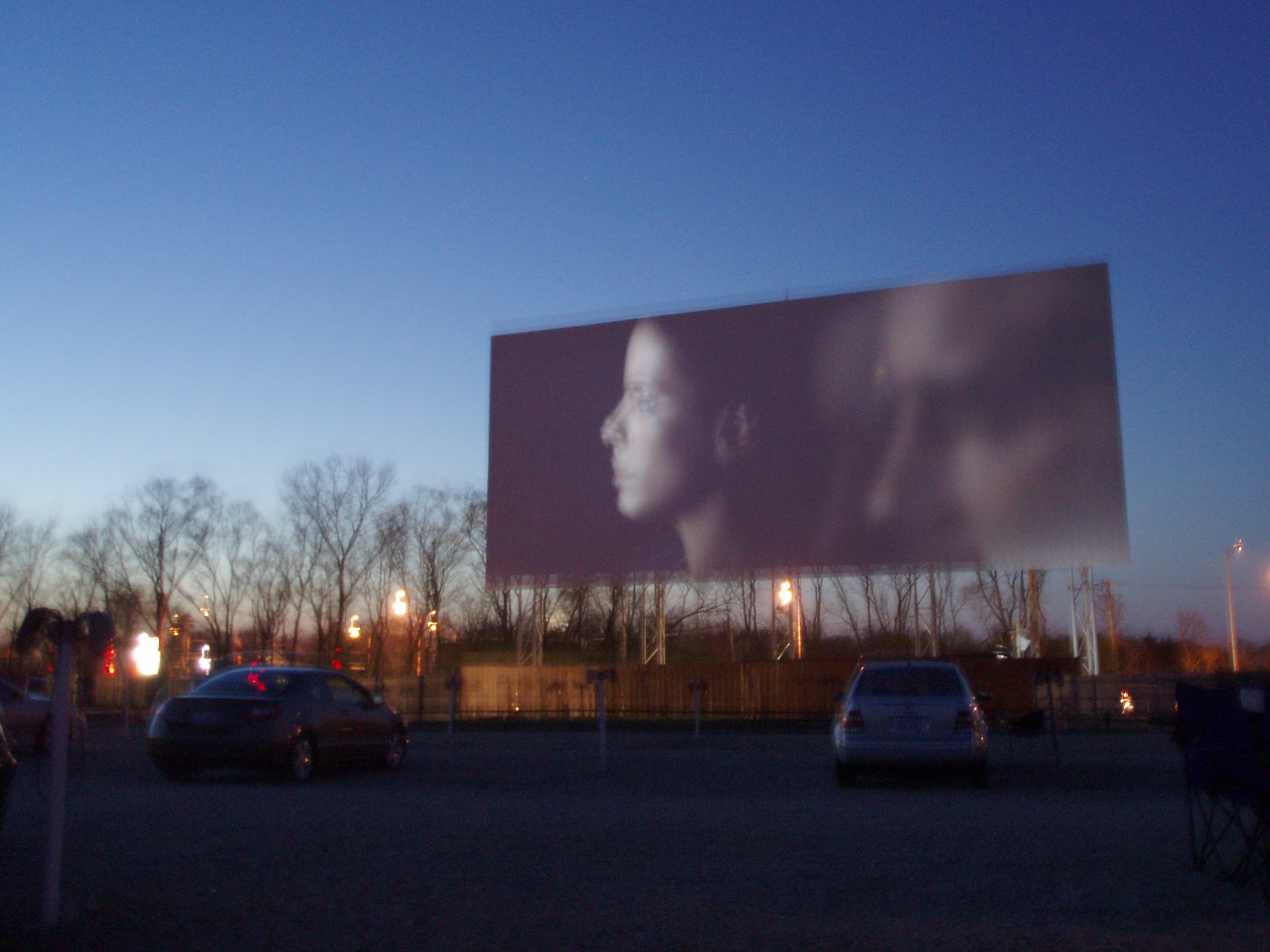
上映中のドライブインシアター

ドライブインシアター (drive-in theater) は、巨大な駐車場にスクリーンを配置し、車に乗ったまま映画が鑑賞できる映画上映施設である。DTとも略される。

## 構造
駐車場に巨大なスクリーンが設置されており、観客の乗った自動車は駐車場内の白線に停まりスクリーンに上映される映画を鑑賞する。音声は、自動車内にあるラジオで受信する方法の他、駐車場にあるポールから音声を引く場合もある。

## 歴史

### ドライブインの誕生

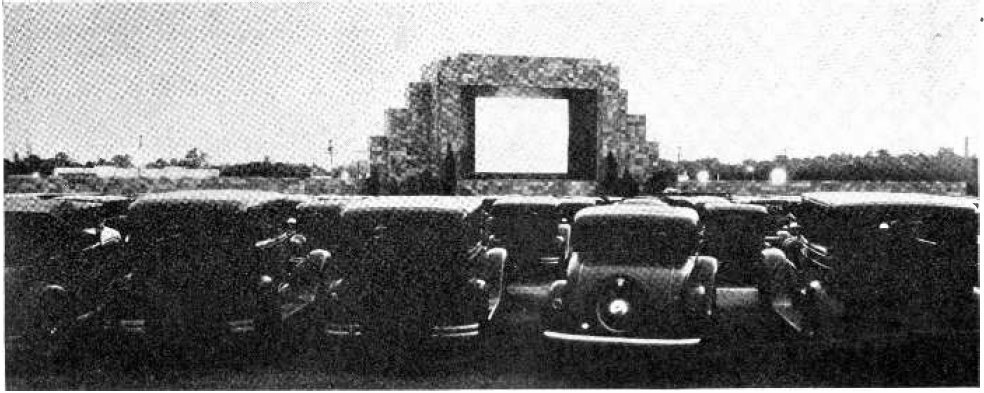
1933年にアメリカのニュージャージー州カムデンで開業した最初のドライブインシアター

ドライブインシアターは、アメリカ合衆国のニュージャージー州カムデン（フィラデルフィア郊外）で代々化学工場を経営するリチャード・ホリングスヘッド・ジュニア（Richard M. Hollingshead, Jr.）が発明した。1932年、ホリングスヘッドは自宅の車道で映画の野外上映のテストを行った。裏庭の樹にスクリーンを釘打ちし、1928年型コダック製映写機を自動車のフードに載せ、スクリーンの後ろに無線機を置いて、自分の乗った車の窓を上げ下げしながら音量を確かめた。また彼は車道に敷かれたブロックを使い、どの車からもスクリーンがはっきり見えるための駐車区画の大きさと配置を確認した。試験を重ねた彼は1932年8月6日に特許出願を行い、1933年5月16日に特許（U.S. Patent 1,909,537）が与えられた（この特許は17年後、デラウェア地方裁判所で無効を宣告されている）。

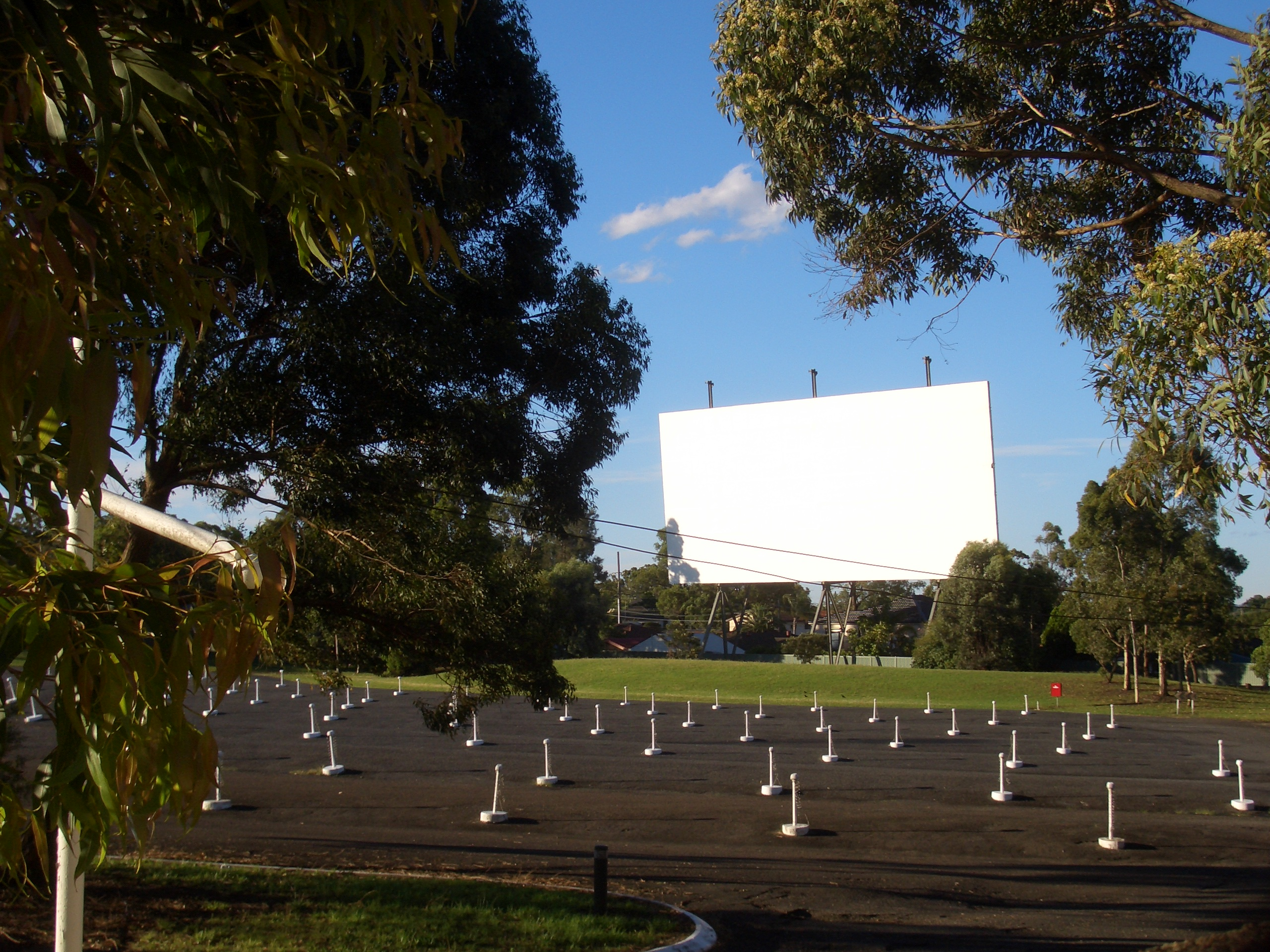
シドニーのドライブインシアター

1933年6月6日、ホリングスヘッドの経営するドライブインシアターがニュージャージー州カムデン郡のペンソーケン（Pennsauken）のアドミラル・ウィルソン通りで開業した。彼はこのとき「どんなに子供が騒がしくても気にせず家族みんなでお越しいただけます」と宣伝している。この劇場はわずか3年間で閉館したが、1934年以後、全米の他の州や都市でドライブインシアターが次々と開業した。

### ドライブインの全盛期

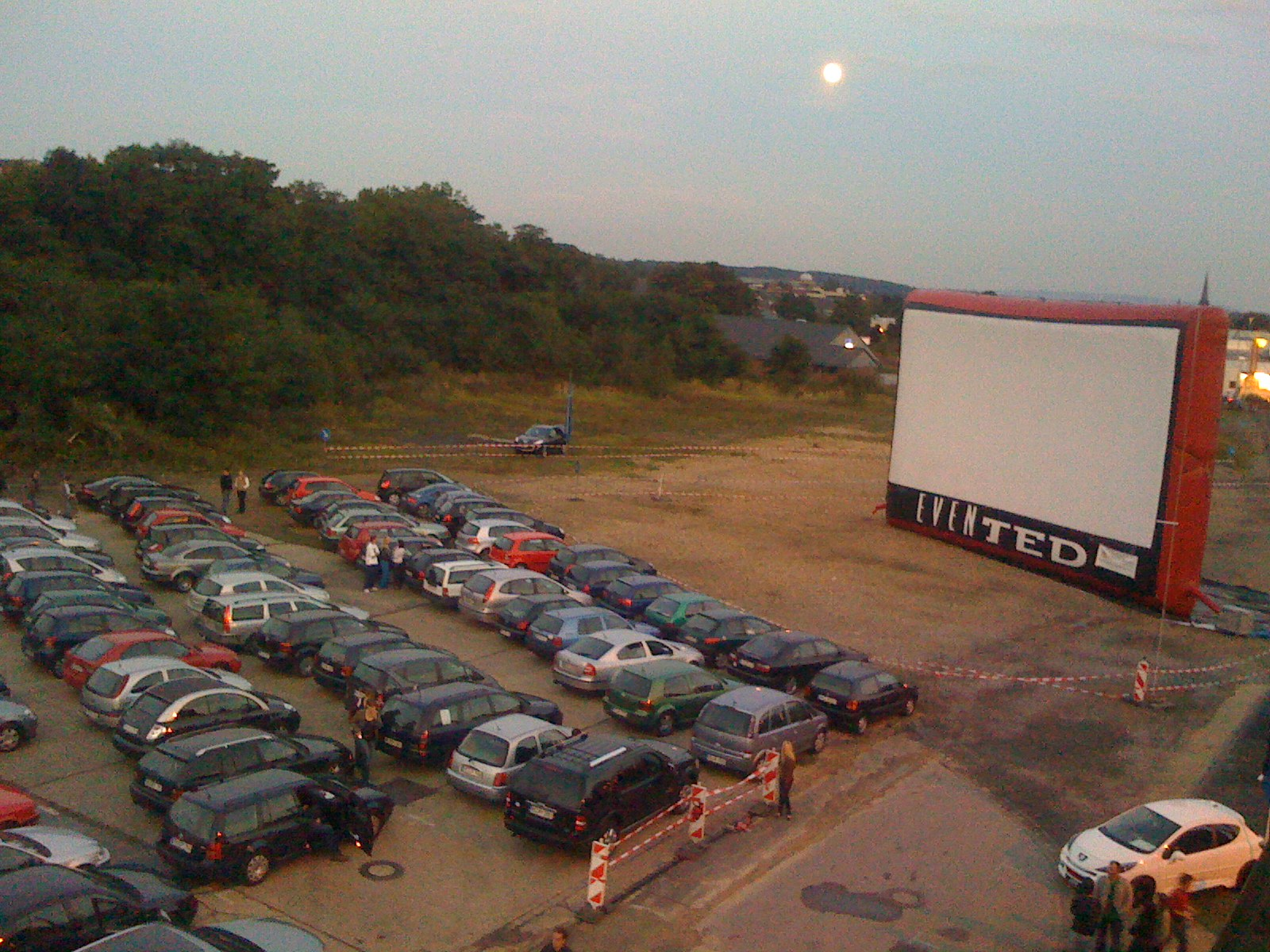
上映中のドライブインシアター、ドイツ

ドライブインシアターがこの時期アメリカの家庭で人気を博した理由には、安心して家族全員で映画を観にいくことができるということがある。自動車の中なら普通の劇場と違い子供が騒いでも他の観客を気にする必要がなく、また騒がしい子供を家で留守番させる心配も、そのためにベビーシッターを雇う必要もないという利点があった。夕方から家族そろって自動車で出かけドライブインで映画を見ることは当時の最も現代的な娯楽であり、第二次世界大戦前には全米で100ほどにまで劇場数は増加した。大戦が終わると帰還兵とその家族を当て込んだドライブインシアターの建設ブームが巻き起こり、1947年に155館だったドライブインシアターは1951年に4,151館にまで激増した。
ドライブインシアターは1950年代末から1960年代初頭にブームのピークを迎え、農村部を中心に全米で4,000以上のドライブインシアターがあった。ドライブインシアターは劇場建築とは違い、メンテナンスにかかる費用が低いというのもドライブインシアターが広まった要因であった。乳幼児連れの家族のみならず自動車に乗れるティーンエイジャーもデートに利用した。一方で、夜間のドライブインシアター（特に最後列）では各車内は完全な密室であり、インモラルなことを行う空間と化しているという扇情的な報道もあった。
ビートルズのポール・マッカートニーも1964年のアメリカツアー時にエルビス・プレスリーの「アカプルコの海」を見たと帰国後の「レデイ・スタデイ・ゴー」で発言している。

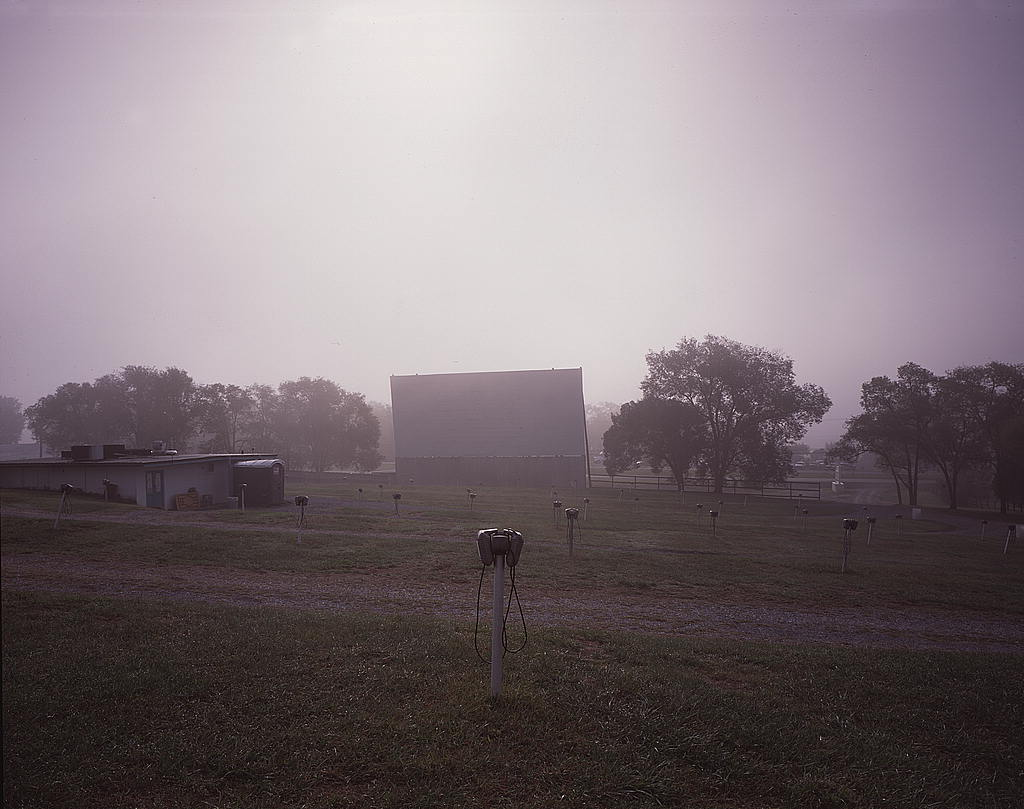
バージニア州レキシントンのドライブインシアター。車の停まる場所には、スピーカーがついたポールがあり、このスピーカーを車に掛けて音声を聞く

ドライブインシアターの上映時間は野外が暗くなる夕方以降に限定されているため一般の劇場と比べ収入が少ない欠点があり、この不利を打開するため駐車場全体にテントを張る所もあったが解決には結びつかなかった。
また上映環境の改善も図られた。冬の駐車場は寒く客足が伸びないため、プロパンヒーターなど暖房機の貸出しを行ったり、中には各区画に配管を行い観客の車に冷気や暖気を送り込めるようにした劇場もあったが、こうした配管がネズミの巣となり車内にネズミが侵入する場合もあった。
音響も改善が図られた。当初はトラックの上にスピーカーを置いていたが、スピーカーの近くでは音声がうるさく、遠くでは音声が聞こえない欠点があったため、各区画に小さいスピーカーを設置し、車の側面にスピーカーを取り付けられるようにするところが現れた。しかしこのスピーカーは音質に問題がありステレオ音声は再生できなかった。自動車にカーステレオが標準装備されるようになって以降、劇場内で特定の周波数の電波を発信し、カーステレオが受信して音を再生するという方法がとられるようになった。日本で自動車のアンテナにクリップでコードを繋いで音声を聴く方式も開発され、アメリカのドライブインシアター経営者も、この「CINE-FI（シネファイ）オート・ラジオ・サウンド・システム」を競うように導入し、1978年度の第51回アカデミー賞では、開発したシネファイジャパン（CINE-FI International）の関口喜一にアカデミー科学技術賞が授与された。
観客を呼ぶために動物園を設けたり、上映している映画の出演俳優を呼んだり、歌手やバンドを呼んで上映前に演奏させたりするドライブインもあり、中には日曜日の朝と夕方に自動車に乗ったままでの礼拝を行うところもあった。
車社会の到来がアメリカ合衆国に比べて遅れた西ヨーロッパでは1950年代末頃から1960年代初頭にかけて徐々にドライブインシアターが現れ、1960年代に普及していった。

### 衰退

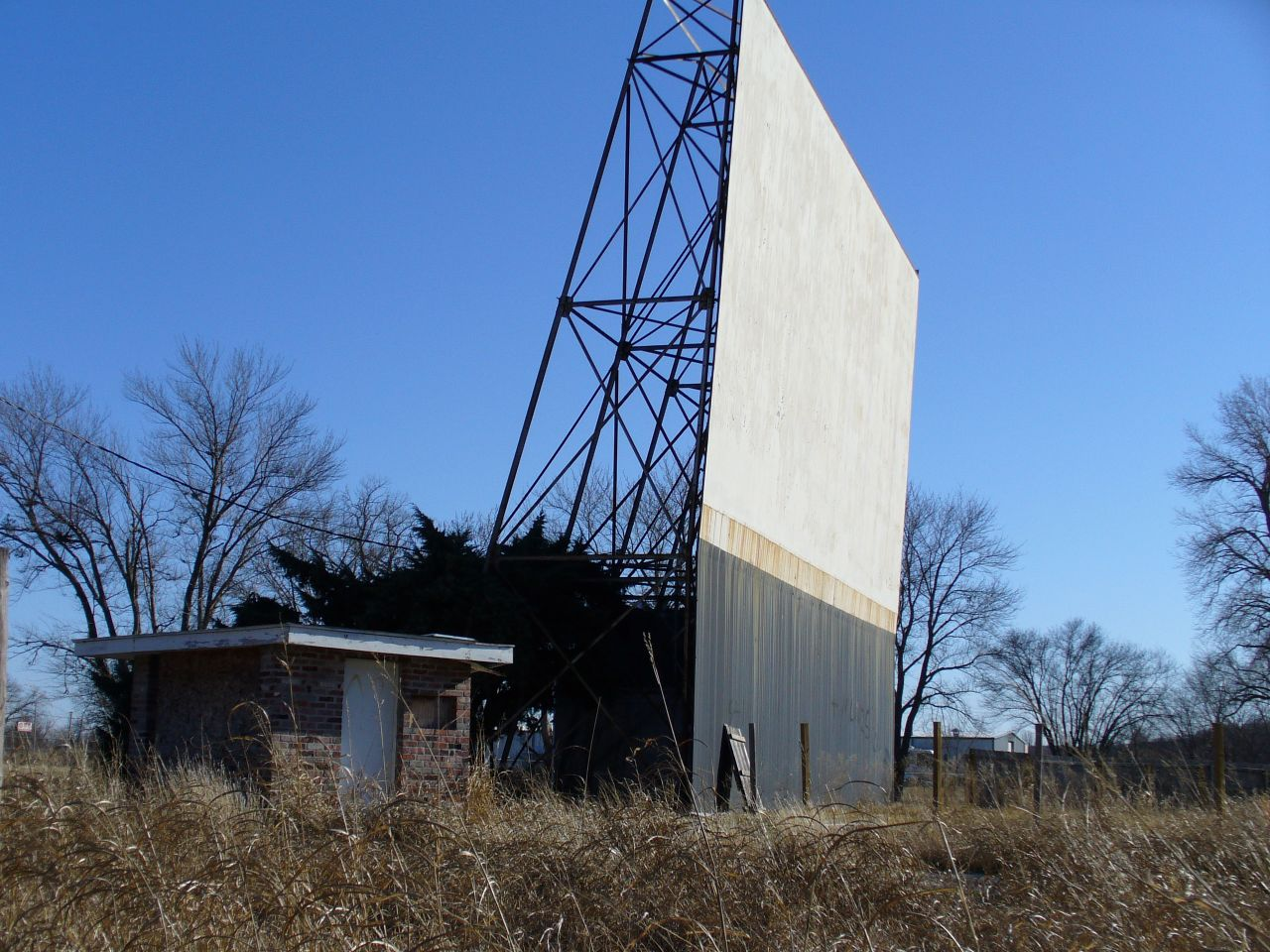
オクラホマ州サプルパのルート66沿いにあったドライブインシアターの跡地

1970年代以降、ドライブインを見る世間の目は厳しくなり、車のトランクに入って駐車場に入りタダ見する観客のことや、家族連れの多くない時間にポルノ映画を上映する劇場などが問題視された。幅広い客が来るドライブインシアターは全年齢向けの映画しか上映できず、ポルノ上映はこれに違反していた。フロリダ州ジャクソンビルのように、ドライブインシアターでヌードシーンを含む映画を上映することを禁止する条例を制定した街もあった。もっとも、アメリカ合衆国最高裁判所で争われた「エルズノズニック対ジャクソンビル市事件」では、「ヌードシーンの有無のみで映画上映の可否を判定するジャクソンビル市の条例は表現内容に基づく規制であり、条例は違憲なため無効である」という結論になった。
地価の上昇は、広い土地を必要とする一方、夜しか営業できず大雨では上映中止となり冬の観客も少ないドライブイン経営には打撃になった。サマータイム導入が全米の各州に広がったことも、暗くなる時間が遅くなったためドライブインには不利になった。また家庭でのカラーテレビやビデオテープレコーダの普及、レンタルビデオの登場で、家族全員で映画を見る際のプライバシーの問題も解決され、ドライブインシアターの需要は低下した。
こうして徐々にシアターの数は減り、アメリカでは山地や離島など辺鄙な土地で残っているほかは、映画を楽しむというより昔を懐かしむための施設となった傾向が強い。2000年代半ばの原油価格の上昇、経済の悪化、2010年代の自動車移動の減少と人口の郊外や地方からの流出、上映方式のフィルムからデジタル方式への転換のための投資負担、などドライブインシアターには逆風が吹き続け、シアター数は減少し続けた。2013年にはアメリカの全スクリーン数のうちドライブインシアターは389館とわずか1.5％を占めるにとどまり、ほとんどは南部と西海岸に集中していた（ドライブインシアターの全盛期には、アメリカ全土のスクリーン数のうち25％までがドライブインシアターであった）。2014年3月の時点では営業中のドライブインシアター数は348館であった。
シアターの跡地は全米各地に残るが、商品を野積みする倉庫代わりになっているものもあれば、フリーマーケット用会場になっているものもある。
他方、アメリカなどでプロジェクターやラジオトランスミッターを用いて手作りでドライブインシアターを作り、ネットなどを通じて集まった観客に映画を見せるなどの活動が行われている。ヨーロッパでは祭りなどの際に臨時のドライブインシアターが市街地に立つことがある。

### 見直しへ

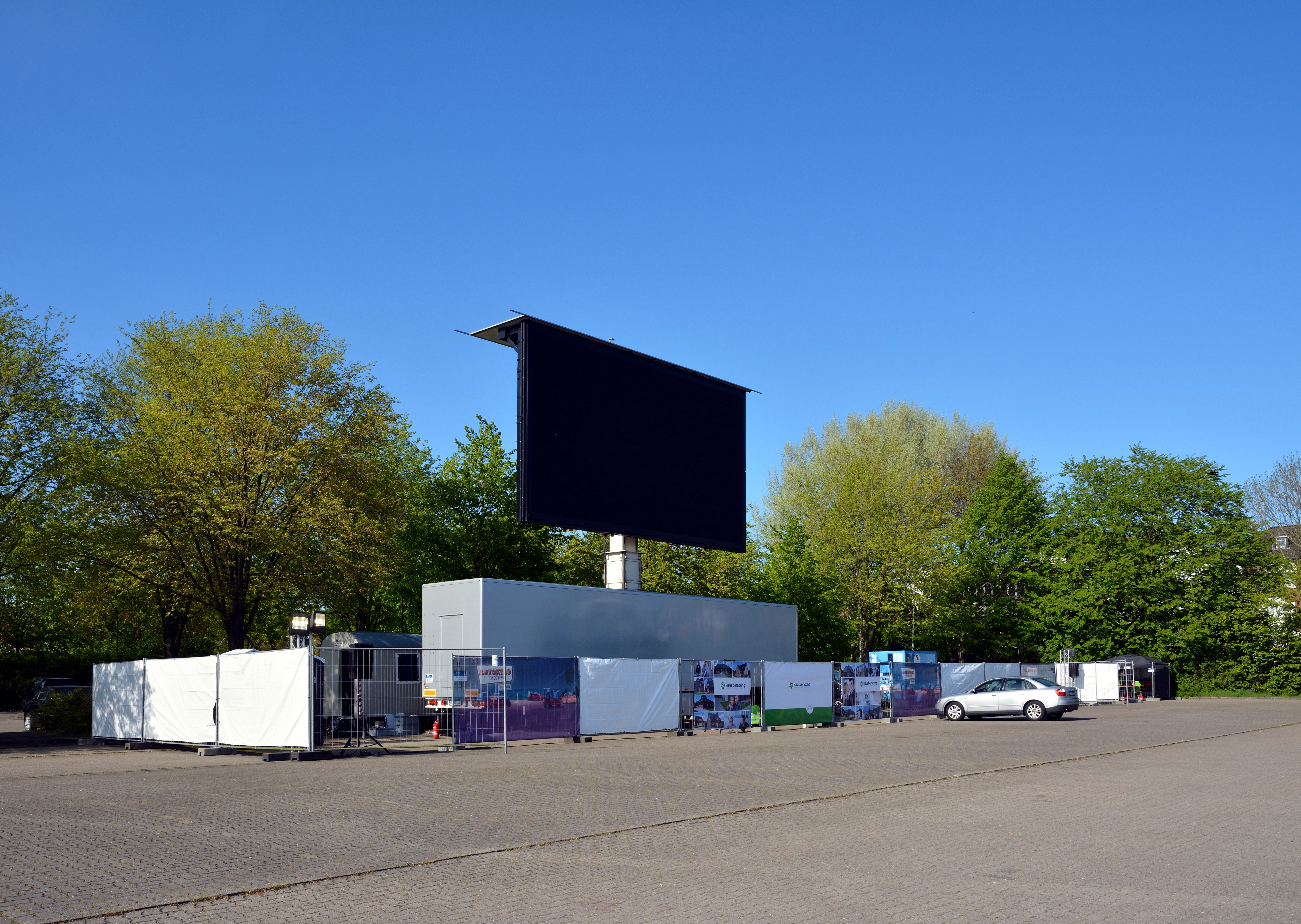
COVID-19流行を受けドイツに仮設された臨時ドライブインシアター。大型LED画面によるビデオウォールを使用している

2020年、世界各地での新型コロナウイルス感染症（COVID-19）の流行拡大により、各国で不特定多数の客が集まる映画館の上映制限や外出禁止令が出されると、他者と接触せずとも鑑賞ができるドライブインシアターが注目されるようになった。
イランではエブラヒム・ハタミキアの新作映画『エクソダス』が、イスラム革命後初となるドライブイン方式で封切を行った。アメリカでは、州によってドライブインシアターの営業も禁じる州とドライブインシアターだけは営業継続を認める州とがあり、現存するドライブインシアターの中にはこの時期に例年の2倍以上の盛況を博しているところもある。ドライブインシアター側も、特別に無料上映を実施しつつ、飲食で利益を回収しつつ将来のドライブインシアター利用者増に結びつけようというところや、従業員の仕事の継続と精神的安定、住民の緊張緩和のために営業を続けていこうとする意向を持つところがある。またドライブインシアターを営業停止の対象から外そうという州政府も出ている。『トロールズ ミュージック★パワー』のように、この時期の劇場公開が不可能になった映画がドライブインシアターでの封切上映を行った例もある。
いくつかのドライブインシアターが現存するドイツでも、公園や駐車場を利用しての臨時ドライブインシアターが2020年4月以降全土で多数開業しているほか、既存ドライブインシアターを使ってのドライブインレイブパーティも開催され、車に乗ったままの参加者がクラクションを鳴らして熱狂するなどしている。
大都市近郊などに20館ほどのドライブインシアターが現存する韓国でも、各地の自治体主導で、住民の緊張緩和や、住民が安全な環境で文化を享受できるようにするといった目的のために、無料の臨時ドライブインシアターを開業させている。

## 日本での歴史

### 常設
1962年（昭和37年）11月、東京都北多摩郡砂川町（現：立川市）に日本初のドライブインシアター「ウェスタン・ドライブ・イン・シアター」が開業した。
1981年（昭和56年）8月、千葉県船橋市の「船橋ららぽーと（現:ららぽーとTOKYO-BAY）」にドライブインシアター「CINE-FI ららぽーとPIT」がオープン。利用できるのは乗用車とバンのみで、一人一台だと1,500円、一台二人以上だと3,000円で、三人以上だとお得になる。毎日夕方7時からの上映で、霧・豪雨の日は中止だった。その後、車社会の普及と共に全国に20か所以上存在し、1990年頃にピークを迎える。しかし、シネマコンプレックスの普及、夕方以降しか上映できないという物理的な制限、気象条件に左右される点やアイドリング・ストップの推進などから、衰退していった。2007年11月以降神奈川県大磯町の1か所のみとなっている状況であったが、2010年10月11日をもって営業を終了し、これによって国内の常設のドライブインシアターは全て閉鎖となった。
前述のららぽーとからは1986年7月3日にTBS系歌番組「ザ・ベストテン」の第8位に荻野目洋子がランクインした際に中継が行われ当時の様子を見る事ができる。
熊本地震後の2018年、震災ストレスの緩和や被災地支援のために「THEATER0」によるドライブインシアター「Drive in Theater Aso」が熊本県阿蘇郡西原村に開設された。「THEATER0」は熊本各地での臨時ドライブインシアター運営やプロジェクションマッピングの催しなども行っている。

### イベント
日本では、1961年（昭和36年）に神奈川県小田原市にあるトヨペット小田原サービスセンター内に「ドライブイン野外劇場」という名称で試験的に設置したことがあった。
2005年には日産自動車が乗用車ティアナ販促のため、同車を30台設置し、ドライブインシアターを再現したことがあった。
さらに、2014年10月にはDo it Theaterにより「ドライブインシアター浜松」と題し、静岡県浜松市で3日間限定のイベントが開催された。近年の上映スタイルの多様性にともない、開催地域との連携があるものとなっていた。
その後、2015年4月にも同チームにより神奈川県相模原市にて開催し、2020年（令和2年）にはドライブインシアター2020という企画で、大磯ロングビーチでの開催を発表した。

### サービス
2019年12月よりDo it Theaterにより個人向け完全貸切型のプライベート・ドライブインシアターサービス「Drive in Theater OWNERS CLUB」が開始されることが発表された。

### コロナ禍

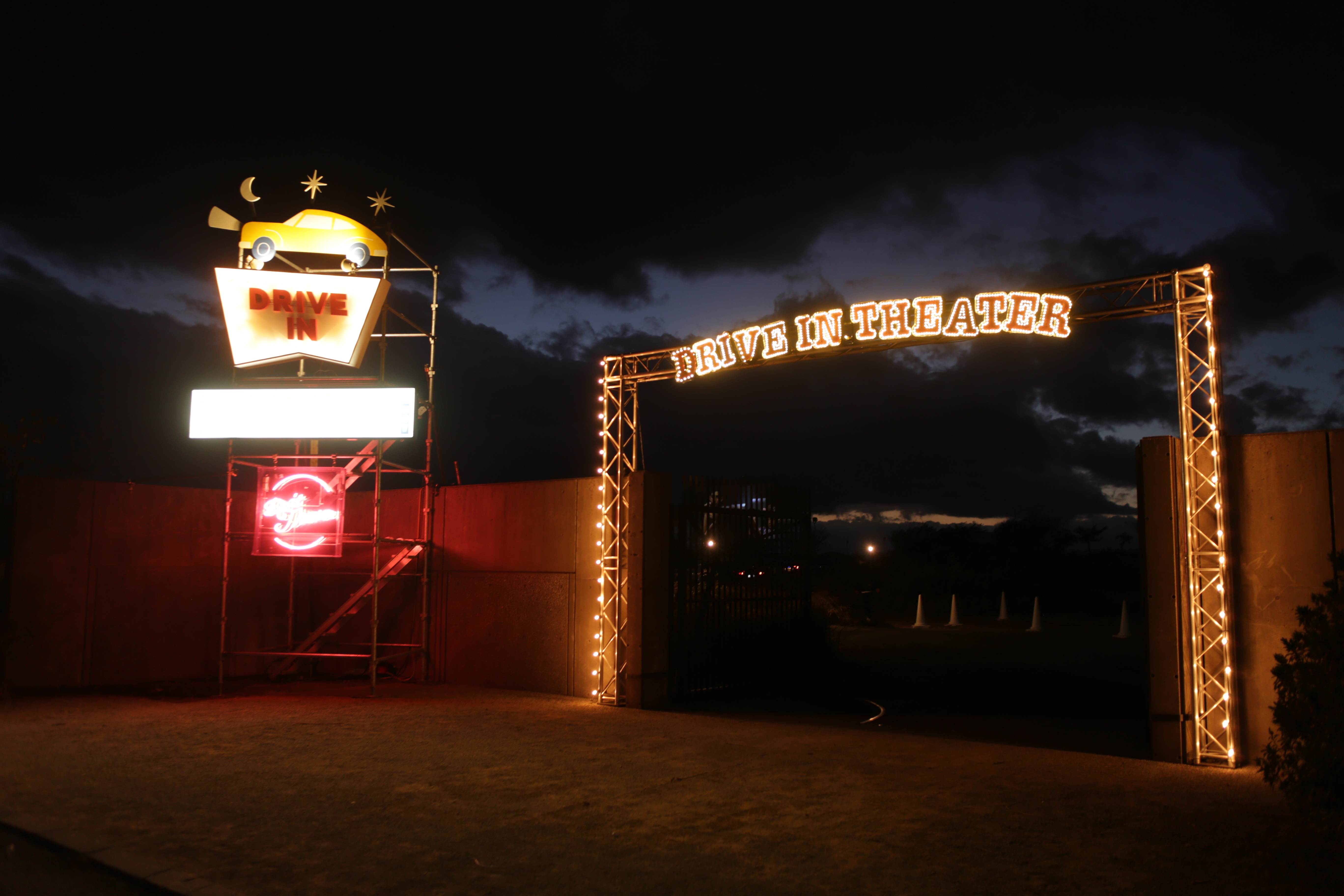
2020年11月に横須賀市の長井海の手公園で開催された、「B-THEATER」

一度はドライブインシアターの数が0となった日本だが、2020年からのCOVID-19流行拡大により映画館が閉鎖されると、山梨県甲斐市のショッピングモール「ラザウォーク甲斐双葉」や旭川市のシネマコンプレックス「ディノスシネマズ旭川」のように、使えなくなった劇場の代わりに駐車場を使って仮設ドライブインシアターを実施する例がみられ、盛況を博した。また各地のショッピングモールや映画館、イオンシネマなどのシネマコンプレックスチェーン、「Outdoor Theater Japan」や先述の「THEATER0」「Do it Theater」などの屋外上映集団によるイベント上映も、この機会に全国で多数実施されることになっている他、感染症対策下での地域振興を目的として、岐阜県、岐阜県揖斐郡池田町などの地方自治体と地方新聞社等の共催で実施された例もある。

### 日本での主なDT

#### 現存
- イオンシネマ - 各地のイオンシネマの駐車場を利用してときおり開催されている。
  - ジャスコドライブインシアター野田（千葉県野田市） - 2007年8月31日閉館、2021年5月15日「イオンノア店ドライブインシアター」として再開館[38]したが同年に閉館。
- THEATER0[39]（熊本県阿蘇郡西原村）- 2018年7月24日開館。

#### 閉館
- 新さっぽろピット（北海道札幌市）
- ドライブインシアター・トゥナイト・むつ（青森県むつ市）
- 仙台ピット（宮城県名取市）
- モナミドライブインシアター（栃木県鹿沼市）
- 車でシネマ（群馬県太田市） - 旧サティ駐車場に設置。
- ドライブインシアター小手指（埼玉県所沢市）
- MOVIX千葉ニュータウン（千葉県印西市、千葉ニュータウン中央駅前第一駐車場） - 2001年2月28日閉館。シネマコンプレックスのMOVIXとは別企業の株式会社松竹シネ・ファイジャパンが運営していた。
- ドライブインシアタープラウド（千葉県船橋市、ららぽーとTOKYO-BAY内） - 2007年10月31日閉館。
- 高島屋 ドライブインシアター（東京都世田谷区、玉川高島屋ショッピングセンター内） - 本館西側壁面にスクリーンを設置し、現在のP1駐車場から鑑賞した。
- MOVIX多摩（東京都多摩市、多摩センター） - 閉館。シネマコンプレックスのMOVIXとは別企業の株式会社松竹シネ・ファイジャパンが運営していた。
- アイワールド・ドライブインシアター（神奈川県相模原市、ディスカウントストアアイワールド清新立体駐車場内）
- MOVIX横浜ドリームランド（神奈川県横浜市戸塚区、横浜ドリームランド） - 2001年2月28日閉館。シネマコンプレックスのMOVIXとは別企業の株式会社松竹シネ・ファイジャパンが運営していた。
- ドライブインシアター大磯（神奈川県大磯町、大磯プリンスホテル内） - 2010年10月11日閉館。
- 可美ピット（静岡県可美村＝現：浜松市中央区、長崎屋可美SC内）
- マリオンドライブインシアター（新潟県長岡市）
- ドライブインシアターくるま座（愛知県日進市）
- ホリディイン・ドライブインシアター（愛知県豊橋市）
- とよかわドライブインシアター（愛知県豊川市）
- スターダスト舞洲（大阪府大阪市）
- スターダスト千里（大阪府吹田市） - 2001年閉館。
- ドライブインシアターDITS（岡山県倉敷市） - 2000年10月28日開館、2004年1月31日閉館。
- アルパークドライブインシアターOWL（広島県広島市、アルパーク内） - 2005年11月25日閉館。